# Амрисвиль
Амрисвиль (нем. Amriswil) — город в Швейцарии, в кантоне Тургау.
С 2011 года входит в состав округа Арбон (ранее входил в округ Бишофсцелль). Население составляет 13 816 человек (на 31 декабря 2019 года). Официальный код — 4461.